# 高體四長棘鯛
高體四長棘鯛（学名：Argyrops spinifer），又稱长棘鲷，俗名盤仔，是輻鰭魚綱鱸形目鯛科的其中一種。

## 分布
本魚分布於印度西太平洋區，包括東非、馬達加斯加、紅海、波斯灣、留尼旺、模里西斯、塞席爾群島、馬爾地夫、斯里蘭卡、印度、安達曼海、泰國、緬甸、馬來西亞、菲律賓、印尼、日本、台灣、中國沿海、新幾內亞、澳洲等海域。

## 深度
水深5至150公尺。

## 特徵
本魚和二長棘犁齒鯛十分相似，蛋頭高只有體高的3/5。背鰭硬棘11枚，其中第一硬棘較短，第二~五或第六硬棘均顯著延長，軟條10枚；臀鰭硬棘3枚，軟條8至9枚。側線鱗片數50至53枚。體長可達70公分。

## 生態
本魚為底棲性魚類，棲息在大陸棚具沙泥底質海域，肉食性，以甲殼類、棘皮動物為食。

## 經濟利用
美味的食用魚，可做成生魚片、清蒸或紅燒。